# Cicindela scabrosa
Cicindela (Cicindelidia) scabrosa – gatunek chrząszcza z rodziny biegaczowatych i podrodziny trzyszczowatych.
Takson ten opisany został w 1884 roku przez Franza G. Schauppa jako odmiana Cicindela abdominalis. Do rangi niezależnego gatunku wyniósł go w 1984 roku P. M. Choate. Zaliczany doń w randze podgatunku, a nawet traktowany jako jego synonim, Cicindela floridiana, wyniesiony został do rangi niezależnego gatunku w 2011 roku przez D. Brzóskę i innych.
Warga górna z 4 szczecinkami środkowo-przednimi i 2 bocznymi. Przedplecze z gęsto ułożonymi, położonymi szczecinkami. Pokrywy głęboko punktowane, czarne ze śladową, jasną przepaską środkową i półksiężycowatymi znakami wierzochołkowymi.
Zarówno dorosłe jak i aktywne przez cały rok larwy zasiedlają to samo środowisko. Występują w zakrzaczeniach, głównie w piaszczystych zaroślach sosnowych z udziałem wiecznie zielonych dębów i sosny Pinus clausa o prześwietlonych koronach.
Trzyszcz ten jest endemitem Półwyspu Florydzkiego, znanym z Florydy i południowo-wschodniej Georgii. W tym pierwszym stanie stwierdzony dotąd w hrabstwach Alachua, Brevard, Broward, Hardee, Highlands, Indian River, Levy, Orange, Polk, Putnam, St. Johns, St. Lucie, Taylor i Volusia. Rekordy z Miami-Dade odnoszą się do C. floridiana.